# Batina
Batina (ungarisch Bán) ist ein Ort in Kroatien in der Gespanschaft Osijek-Baranja (Osječko-baranjska županija), 105 m hoch auf einem Hügel an der Donau 25 km nordöstlich von Osijek im Dreiländereck Kroatien, Serbien und Ungarn an der M 17.1, Osijek-Batina-Bezdan, gelegen. Administrativ gehört es zur Gemeinde Draž.

## Geschichte
Erste Siedlungsspuren weisen zurück bis in die Bronze- und Eisenzeit. In der Nähe von Batina wurde Anfang des 20. Jahrhunderts ein keltisches Grab entdeckt, das sehr reich mit Grabbeilagen ausgestattet war. Zu den entdeckten Exponaten gehörten unter anderem ein eiserner Helm, ein zweischneidiges Schwert, eine Kette, ein Speer und mehrere Fesseln. Die Artefakte im Grab deuten auf die mittlere Latènezeit hin und stammen aus dem 2. Jahrhundert v. Chr. Der Verstorbene gehörte vermutlich ethnisch dem Stamm der Eravisker an.
Auf dem Gradac-Hügel, westlich des Ortes, wurde eine Siedlung mit einer Urnennekropole sowie mehrere Gräber mit verschiedenen Körperbestattungen entdeckt. Zu den archäologischen Entdeckungen und Grabbeilagen gehörten Gefäße und verschiedene Arten von Fibeln. Während der Römerzeit, seit dem 1. Jahrhundert n. Chr. bestand hier bis in die Spätantike das Kastell Ad Militare. Im Jahr 1876 wurde ebenfalls ein römisches Grab gefunden.
Während des Großen Türkenkrieges im Jahre 1687 wurde die Region von der türkischen Herrschaft befreit, und Prinz Eugen von Savoyen erhielt das Gebiet als königliche Schenkung für seine militärischen Verdienste. Bis zu Eugen von Savoyens Tod war Batina Teil seines Herrschaftsanwesens in Bilje. Im Jahr 1736 ging das Gut und die Ländereien an die Hofkammer über und Maria Theresia schenkte 1780 das Anwesen ihrer Tochter Erzherzogin Maria Christina  und ihrem Ehemann Prinz Albert Kasimir. Später erbte das Gut Erzherzog Karl und es blieb bis zum 1. Weltkrieg im Besitz seines Bruders Friedrich.
Nach Ende des Ersten Weltkrieges und bis zum Friedensvertrag von Trianon gehörte die Region zum Komitat Baranya. Kurz darauf, im Jahr 1918 wurde es dem neuen Königreich Jugoslawien zugesprochen. Während des 2. Weltkrieges, von 1941 bis 1945, gehörte das Gebiet wieder zu Ungarn. Zwischen dem 11. und 24. November 1944 wurde hier die Schlacht von Batina, ein in der Geschichte zugehöriger Teil der Apatin-Kaposvarer Operation, zwischen Einheiten der Jugoslawischen Volksbefreiungsarmee und der Roten Armee auf der einen Seite und Einheiten der deutschen Wehrmacht und ihrer Verbündeten auf der anderen Seite, ausgetragen. Später folgte dann die Eingliederung in die SFR Jugoslawien.
Nach der Unabhängigkeit Kroatiens 1991 und dem darauffolgenden Kroatienkrieg fiel der Ort in die Hände der aufständischen Serben. Die nichtserbische Bevölkerung wurde teilweise vertrieben. Im Jahr 1998 wurde Batina und die südliche Baranja zusammen mit Syrmien per Friedensabkommen an Kroatien friedlich eingegliedert.

## Bevölkerung
| Bevölkerungsentwicklung | Bevölkerungsentwicklung | Bevölkerungsentwicklung | Bevölkerungsentwicklung | Bevölkerungsentwicklung | Bevölkerungsentwicklung | Bevölkerungsentwicklung | Bevölkerungsentwicklung | Bevölkerungsentwicklung | Bevölkerungsentwicklung | Bevölkerungsentwicklung | Bevölkerungsentwicklung | Bevölkerungsentwicklung | Bevölkerungsentwicklung | Bevölkerungsentwicklung | Bevölkerungsentwicklung | Bevölkerungsentwicklung |
| ----------------------- | ----------------------- | ----------------------- | ----------------------- | ----------------------- | ----------------------- | ----------------------- | ----------------------- | ----------------------- | ----------------------- | ----------------------- | ----------------------- | ----------------------- | ----------------------- | ----------------------- | ----------------------- | ----------------------- |
| 1857                    | 1869                    | 1880                    | 1890                    | 1900                    | 1910                    | 1921                    | 1931                    | 1948                    | 1953                    | 1961                    | 1971                    | 1981                    | 1991                    | 2001                    | 2011                    | 2021                    |
| 1600                    | 1752                    | 1963                    | 2346                    | 2555                    | 2746                    | 2460                    | 2568                    | 2233                    | 2154                    | 2130                    | 2043                    | 1643                    | 1449                    | 1048                    | 879                     | 594                     |

## Kultur und Sehenswürdigkeiten

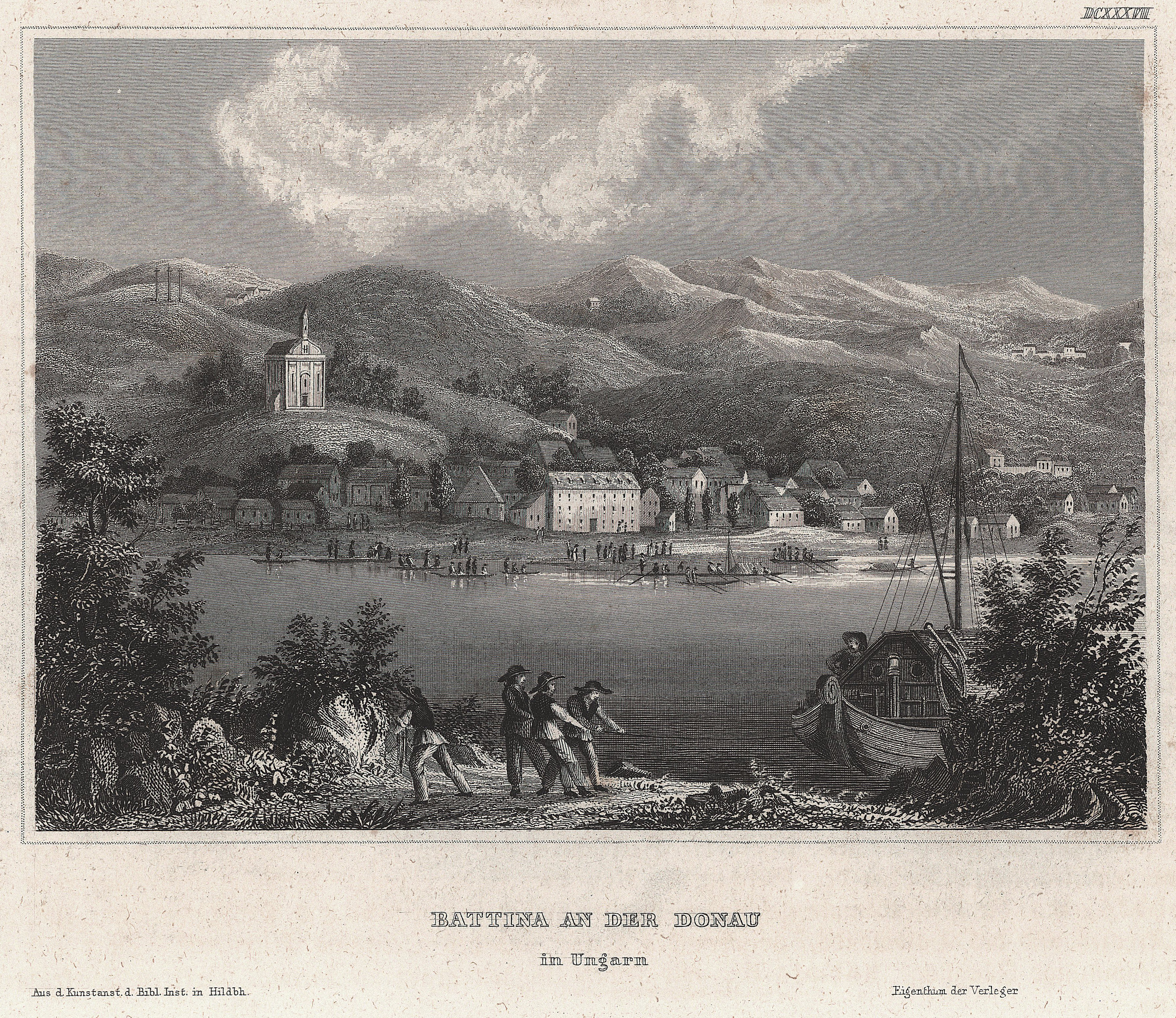
Batina Mitte des 19. Jh.

- Die katholische Pfarrkirche wurde 1927, nach den Plänen des Architekten Fran Funtak aus Vukovar, in der Nähe der Donau auf einer Anhöhe neben dem Friedhof erbaut. Bei dem Gotteshaus handelt es sich um einen einschiffigen Bau mit zwei Seitenkapellen, einem polygonalen Altarraum und einer Sakristei.[5]
- Die barocke Kapelle, die dem Heiligen Johannes von Nepomuk geweiht ist, wurde 1756 am Donauufer erbaut.
- Das Kriegerdenkmal wurde 1976 errichtet in Erinnerung an die Schlacht von Batina im Jahr 1944, in der sowjetische und jugoslawische Verbände gemeinsam die deutschen Truppen besiegten. Das gepflasterte halbkreisförmige Plateau wird von einer 29 Meter hohen Säule dominiert. An der Spitze der Säule befindet sich ein Symbol des Sieges, eine etwa sieben Meter große weibliche Figur in Bewegung, mit einer Fackel und einem Schwert in den Händen.[6]

## Wirtschaft
Der Grenzort verfügt über einen Donauhafen. Eine 1974 errichtete Brücke verbindet dort Kroatien und das am anderen Ufer liegende serbische Bezdan. Batina ist landwirtschaftlich geprägt, allerdings entwickelt sich seit dem Kriegsende der Tourismus zu einem zweiten Standbein der Gemeinde, insbesondere durch das Erholungs- und Freizeitzentrum „Zeleni Otok“ („Grüne Insel“), das Bade- und Wassersportmöglichkeiten bietet und zugleich Zentrum einer Künstlerkolonie ist.